# Saison 2014-2015 des Mavericks de Dallas
La saison 2014-2015 des Mavericks de Dallas est la 35e saison de la franchise en National Basketball Association (NBA).

## Draft
Les deux choix de draft qu'avait les Mavericks (34e et 51e) ont été échangés un jour avant la draft aux Knicks de New York avec les joueurs José Calderón, Samuel Dalembert, Shane Larkin et Wayne Ellington en échange de Tyson Chandler et Raymond Felton.

## Pendant la saison
Les Mavericks commencent l'intersaison avec six agents libres. Présent au sein de la franchise depuis ses débuts en NBA, Dirk Nowitzki, resigne un nouveau contrat de trois ans le 4 juillet. Le lendemain, Devin Harris, prolonge également, avec un nouveau contrat de quatre ans.
Le 10 juillet, les Mavs proposent un contrat de 46 millions de dollars sur trois ans au joueur des Rockets de Houston, Chandler Parsons (agent libre restreint). Trois jours plus tard, les Rockets de Houston annoncent qu'ils ne s’alignent pas à l'offre, et laissent dont partir Parsons à Dallas.

## Classements

### Conférence
| Conférence Ouest | Conférence Ouest                | Conférence Ouest | Conférence Ouest | Conférence Ouest | Conférence Ouest | Conférence Ouest | Conférence Ouest |
| No               | Franchise                       | Vic.             | Def.             | MJ               | MR               | % V/D            | RV               |
| ---------------- | ------------------------------- | ---------------- | ---------------- | ---------------- | ---------------- | ---------------- | ---------------- |
| 1                | Warriors de Golden State        | 67               | 15               | 82               | 0                | 81,7%            | -                |
| 2                | Rockets de Houston              | 56               | 26               | 82               | 0                | 68,3%            | 11               |
| 3                | Clippers de Los Angeles         | 56               | 26               | 82               | 0                | 68,3%            | 11               |
| 4                | Trail Blazers de Portland¹      | 51               | 31               | 82               | 0                | 62,2%            | 16               |
| 5                | Grizzlies de Memphis            | 55               | 27               | 82               | 0                | 67,1%            | 12               |
| 6                | Spurs de San Antonio T          | 55               | 27               | 82               | 0                | 67,1%            | 12               |
| 7                | Mavericks de Dallas             | 50               | 32               | 82               | 0                | 61,0%            | 17               |
| 8                | Pelicans de La Nouvelle-Orléans | 45               | 37               | 82               | 0                | 54,9%            | 22               |
|                  |                                 |                  |                  |                  |                  |                  |                  |
| 9                | Thunder d'Oklahoma City         | 45               | 37               | 82               | 0                | 54,9%            | 22               |
| 10               | Suns de Phoenix                 | 39               | 43               | 82               | 0                | 47,6%            | 28               |
| 11               | Jazz de l'Utah                  | 38               | 44               | 82               | 0                | 46,3%            | 29               |
| 12               | Nuggets de Denver               | 30               | 52               | 82               | 0                | 36,6%            | 37               |
| 13               | Kings de Sacramento             | 29               | 53               | 82               | 0                | 35,4%            | 38               |
| 14               | Lakers de Los Angeles           | 21               | 61               | 82               | 0                | 25,6%            | 46               |
| 15               | Timberwolves du Minnesota       | 16               | 66               | 82               | 0                | 19,5%            | 51               |

### Division
| Division Sud-Ouest    | V  | D  | MJ | % V/D | GB | Dom   | Ext   | Div | Conf  |
| --------------------- | -- | -- | -- | ----- | -- | ----- | ----- | --- | ----- |
| Rockets de Houston    | 56 | 26 | 82 | 68,3% | -  | 30-11 | 26-15 | 8-8 | 33-19 |
| Grizzlies de Memphis  | 55 | 27 | 82 | 67,1% | 1  | 31-10 | 24-17 | 9-7 | 35-17 |
| Spurs de San AntonioT | 55 | 27 | 82 | 67,1% | 1  | 33-8  | 22-19 | 8-8 | 32-20 |
| Mavericks de Dallas   | 50 | 32 | 82 | 61,0% | 6  | 27-14 | 23-18 | 7-9 | 29-23 |
| Pelicans Nlle-Orléans | 45 | 37 | 82 | 54,9% | 11 | 28-13 | 17-24 | 8-8 | 29-23 |

## Saison régulière
| Saison régulière Total: 50-32 (Domicile: 27-14; Extérieur: 23-18) |

Le calendrier a été annoncé le 13 août.
 Le 8 avril 2015, après une victoire contre les Suns de Phoenix l’équipe se qualifie pour les playoffs.

## Confrontations
| Conférence Est      | Conférence Est                            | Conférence Est                            | Conférence Ouest                          | Conférence Ouest                          | Conférence Ouest                          | Conférence Ouest                          | Conférence Ouest                          |
| Division Atlantique | Division Atlantique                       | Division Atlantique                       | Division Nord-Ouest                       | Division Nord-Ouest                       | Division Nord-Ouest                       | Division Nord-Ouest                       | Division Nord-Ouest                       |
| Équipe              | Domicile                                  | Extérieur                                 | Équipe                                    | Domicile                                  | Domicile                                  | Extérieur                                 | Extérieur                                 |
| ------------------- | ----------------------------------------- | ----------------------------------------- | ----------------------------------------- | ----------------------------------------- | ----------------------------------------- | ----------------------------------------- | ----------------------------------------- |
| Boston              | 118-113                                   | 119-101                                   | Denver                                    | 97-89                                     |                                           | 107-114                                   | 144-143 (OT)                              |
| Brooklyn            | 94-104                                    | 96-88 (OT)                                | Minnesota                                 | 131-117                                   | 100-94                                    | 98-75                                     |                                           |
| New York            | 109-102 (OT)                              | 107-87                                    | Oklahoma City                             | 112-107                                   | 119-115                                   | 89-104                                    | 135-131                                   |
| Philadelphie        | 123-70                                    | 110-103                                   | Portland                                  | 111-101 (OT)                              | 114-98                                    | 87-108                                    | 75-94                                     |
| Toronto             | 99-92                                     | 106-102                                   | Utah                                      | 120-102                                   | 87-82                                     | 105-82                                    | 92-109                                    |
|                     | 4–1                                       | 5–0                                       |                                           | 10–0                                      | 10–0                                      | 3–5                                       | 3–5                                       |
| Division            | 9–1                                       | 9–1                                       | Division                                  | 13–5                                      | 13–5                                      | 13–5                                      | 13–5                                      |
| Division Atlantique | Division Atlantique                       | Division Atlantique                       | Division Nord-Ouest                       | Division Nord-Ouest                       | Division Nord-Ouest                       | Division Nord-Ouest                       | Division Nord-Ouest                       |
| Équipe              | Domicile                                  | Extérieur                                 | Équipe                                    | Domicile                                  | Domicile                                  | Extérieur                                 | Extérieur                                 |
| Chicago             | 98-102                                    | 132-129 (OT)                              | Golden State                              | 98-105                                    | 110-123                                   | 114-128                                   | 89-104                                    |
| Cleveland           | 94-127                                    | 109-90                                    | L.A. Clippers                             | 98-115                                    | 129-99                                    | 100-120                                   |                                           |
| Detroit             | 95-108                                    | 117-106                                   | L.A. Lakers                               | 140-106                                   | 102-98                                    | 100-93                                    | 120-106                                   |
| Indiana             | 100-111                                   | 99-104                                    | Phoenix                                   | 106-118                                   | 107-104                                   | 115-124                                   | 92-98                                     |
| Milwaukee           | 125-102                                   | 107-105                                   | Sacramento                                | 106-98                                    |                                           | 108-104 (OT)                              | 101-78                                    |
|                     | 1–4                                       | 4–1                                       |                                           | 5–4                                       | 5–4                                       | 4–5                                       | 4–5                                       |
| Division            | 5–5                                       | 5–5                                       | Division                                  | 9–9                                       | 9–9                                       | 9–9                                       | 9–9                                       |
| Division Atlantique | Division Atlantique                       | Division Atlantique                       | Division Nord-Ouest                       | Division Nord-Ouest                       | Division Nord-Ouest                       | Division Nord-Ouest                       | Division Nord-Ouest                       |
| Équipe              | Domicile                                  | Extérieur                                 | Équipe                                    | Domicile                                  | Domicile                                  | Extérieur                                 | Extérieur                                 |
| Atlanta             | 102-105                                   | 87-104                                    |                                           |                                           |                                           |                                           |                                           |
| Charlotte           | 92-81                                     | 107-80                                    | Houston                                   | 111-100                                   | 101-108                                   | 92-95                                     | 94-99                                     |
| Miami               | 96-105                                    | 93-72                                     | Memphis                                   | 90-109                                    | 101-112                                   | 105-114                                   | 103-95                                    |
| Orlando             | 107-102                                   | 108-93                                    | New Orleans                               | 112-107                                   | 102-93                                    | 109-104                                   | 106-109                                   |
| Washington          | 114-87                                    | 105-102                                   | San Antonio                               | 99-93                                     | 101-94                                    | 100-101                                   | 76-94                                     |
|                     | 3–2                                       | 4–1                                       |                                           | 5–3                                       | 5–3                                       | 2–6                                       | 2–6                                       |
| Division            | 7–3                                       | 7–3                                       | Division                                  | 7–9                                       | 7–9                                       | 7–9                                       | 7–9                                       |
| Conférence          | 21–9 (Domicile: 9–6; Extérieur: 13–2)     | 21–9 (Domicile: 9–6; Extérieur: 13–2)     | Conférence                                | 29–23 (Domicile: 18–8; Extérieur: 10–16)  | 29–23 (Domicile: 18–8; Extérieur: 10–16)  | 29–23 (Domicile: 18–8; Extérieur: 10–16)  | 29–23 (Domicile: 18–8; Extérieur: 10–16)  |
| Total               | 50–32 (Domicile: 27–14; Extérieur: 23–18) | 50–32 (Domicile: 27–14; Extérieur: 23–18) | 50–32 (Domicile: 27–14; Extérieur: 23–18) | 50–32 (Domicile: 27–14; Extérieur: 23–18) | 50–32 (Domicile: 27–14; Extérieur: 23–18) | 50–32 (Domicile: 27–14; Extérieur: 23–18) | 50–32 (Domicile: 27–14; Extérieur: 23–18) |

## Playoffs

### Premier tour

#### (2)Rockets de Houstonvs.Mavericks de Dallas(7)
| 18 avril 2015 21:30 EDT | (en) Boxscore | Mavericks de Dallas 108, Rockets de Houston 118    | Mavericks de Dallas 108, Rockets de Houston 118 | Mavericks de Dallas 108, Rockets de Houston 118 |  | Toyota Center, Houston Affluence : 18 231 Arbitres : no 17 Joe Crawford no 6 Tony Brown no 10 Ron Garretson | ESPN |
| 18 avril 2015 21:30 EDT | (en) Boxscore | Score par quart-temps : 19-32, 36-27, 22-25, 31-34 |                                                 |                                                 |  | Toyota Center, Houston Affluence : 18 231 Arbitres : no 17 Joe Crawford no 6 Tony Brown no 10 Ron Garretson | ESPN |
| 18 avril 2015 21:30 EDT | (en) Boxscore | Score par mi-temps : 55-59, 53-59                  |                                                 |                                                 |  | Toyota Center, Houston Affluence : 18 231 Arbitres : no 17 Joe Crawford no 6 Tony Brown no 10 Ron Garretson | ESPN |
| 18 avril 2015 21:30 EDT | (en) Boxscore | Dirk Nowitzki 24 Tyson Chandler 18 Rajon Rondo 5   | Points Rebonds Passes d.                        | James Harden 24 Trevor Ariza 11 James Harden 11 |  | Toyota Center, Houston Affluence : 18 231 Arbitres : no 17 Joe Crawford no 6 Tony Brown no 10 Ron Garretson | ESPN |

| 21 avril 2015 21:30 EDT | (en) Boxscore | Mavericks de Dallas 99, Rockets de Houston 111     | Mavericks de Dallas 99, Rockets de Houston 111 | Mavericks de Dallas 99, Rockets de Houston 111 |  | Toyota Center, Houston Affluence : 18 243 Arbitres : no 41 Ken Mauer no 36 David Jones no 14 Ed Malloy | TNT |
| 21 avril 2015 21:30 EDT | (en) Boxscore | Score par quart-temps : 24-23, 27-30, 29-28, 19-30 |                                                |                                                |  | Toyota Center, Houston Affluence : 18 243 Arbitres : no 41 Ken Mauer no 36 David Jones no 14 Ed Malloy | TNT |
| 21 avril 2015 21:30 EDT | (en) Boxscore | Score par mi-temps : 51-53, 48-58                  |                                                |                                                |  | Toyota Center, Houston Affluence : 18 243 Arbitres : no 41 Ken Mauer no 36 David Jones no 14 Ed Malloy | TNT |
| 21 avril 2015 21:30 EDT | (en) Boxscore | Monta Ellis 24 Dirk Nowitzki 13 Ellis, Felton 3    | Points Rebonds Passes d.                       | Dwight Howard 28 Dwight Howard 12 Josh Smith 9 |  | Toyota Center, Houston Affluence : 18 243 Arbitres : no 41 Ken Mauer no 36 David Jones no 14 Ed Malloy | TNT |

| 24 avril 2015 19:00 EDT | (en) Boxscore | Rockets de Houston 130, Mavericks de Dallas 128    | Rockets de Houston 130, Mavericks de Dallas 128 | Rockets de Houston 130, Mavericks de Dallas 128        |  | American Airlines Center, Dallas Affluence : 20 651 Arbitres : no 24 Mike Callahan no 38 Michael Smith no 49 Tom Washington | ESPN |
| 24 avril 2015 19:00 EDT | (en) Boxscore | Score par quart-temps : 42-36, 23-36, 36-27, 29-29 |                                                 |                                                        |  | American Airlines Center, Dallas Affluence : 20 651 Arbitres : no 24 Mike Callahan no 38 Michael Smith no 49 Tom Washington | ESPN |
| 24 avril 2015 19:00 EDT | (en) Boxscore | Score par mi-temps : 65-72, 65-56                  |                                                 |                                                        |  | American Airlines Center, Dallas Affluence : 20 651 Arbitres : no 24 Mike Callahan no 38 Michael Smith no 49 Tom Washington | ESPN |
| 24 avril 2015 19:00 EDT | (en) Boxscore | James Harden 42 Dwight Howard 26 James Harden 9    | Points Rebonds Passes d.                        | Ellis, Nowitzki 34 Nowitzki, Chandler 8 Barea, Ellis 9 |  | American Airlines Center, Dallas Affluence : 20 651 Arbitres : no 24 Mike Callahan no 38 Michael Smith no 49 Tom Washington | ESPN |

| 26 avril 2015 21:30 EDT | (en) Boxscore | Rockets de Houston 109, Mavericks de Dallas 121    | Rockets de Houston 109, Mavericks de Dallas 121 | Rockets de Houston 109, Mavericks de Dallas 121     |  | American Airlines Center, Dallas Affluence : 20 589 Arbitres : no 13 Monty McCutchen no 9 Derrick Stafford no 58 Josh Tiven | TNT |
| 26 avril 2015 21:30 EDT | (en) Boxscore | Score par quart-temps : 34-25, 19-36, 22-33, 34-27 |                                                 |                                                     |  | American Airlines Center, Dallas Affluence : 20 589 Arbitres : no 13 Monty McCutchen no 9 Derrick Stafford no 58 Josh Tiven | TNT |
| 26 avril 2015 21:30 EDT | (en) Boxscore | Score par mi-temps : 53-61, 56-60                  |                                                 |                                                     |  | American Airlines Center, Dallas Affluence : 20 589 Arbitres : no 13 Monty McCutchen no 9 Derrick Stafford no 58 Josh Tiven | TNT |
| 26 avril 2015 21:30 EDT | (en) Boxscore | James Harden 24 Dwight Howard 7 Harden, Prigioni 5 | Points Rebonds Passes d.                        | Monta Ellis 31 Tyson Chandler 14 José Juan Barea 10 |  | American Airlines Center, Dallas Affluence : 20 589 Arbitres : no 13 Monty McCutchen no 9 Derrick Stafford no 58 Josh Tiven | TNT |

| 28 avril 2015 20:00 EDT | (en) Boxscore | Mavericks de Dallas 94, Rockets de Houston 103     | Mavericks de Dallas 94, Rockets de Houston 103 | Mavericks de Dallas 94, Rockets de Houston 103  |  | Toyota Center, Houston Affluence : 18 231 Arbitres : no 25 Tony Brothers no 30 John Goble no 28 Zach Zarba | TNT |
| 28 avril 2015 20:00 EDT | (en) Boxscore | Score par quart-temps : 22-31, 28-25, 25-26, 19-21 |                                                |                                                 |  | Toyota Center, Houston Affluence : 18 231 Arbitres : no 25 Tony Brothers no 30 John Goble no 28 Zach Zarba | TNT |
| 28 avril 2015 20:00 EDT | (en) Boxscore | Score par mi-temps : 50-56, 44-47                  |                                                |                                                 |  | Toyota Center, Houston Affluence : 18 231 Arbitres : no 25 Tony Brothers no 30 John Goble no 28 Zach Zarba | TNT |
| 28 avril 2015 20:00 EDT | (en) Boxscore | Monta Ellis 25 Dirk Nowitzki 14 José Juan Barea 9  | Points Rebonds Passes d.                       | James Harden 28 Dwight Howard 19 James Harden 8 |  | Toyota Center, Houston Affluence : 18 231 Arbitres : no 25 Tony Brothers no 30 John Goble no 28 Zach Zarba | TNT |
| 28 avril 2015 20:00 EDT | (en) Boxscore | Houston remporte la série 4 à 1.                   |                                                |                                                 |  | Toyota Center, Houston Affluence : 18 231 Arbitres : no 25 Tony Brothers no 30 John Goble no 28 Zach Zarba | TNT |

Matchs de saison régulière
Houston gagne la série 3 à 1.
| 22 novembre 2014 | Rapport | Mavericks de Dallas 92, Rockets de Houston 95 | Mavericks de Dallas 92, Rockets de Houston 95 | Mavericks de Dallas 92, Rockets de Houston 95 |  | Toyota Center, Houston |

| 28 janvier 2015 | Rapport | Mavericks de Dallas 94, Rockets de Houston 99 | Mavericks de Dallas 94, Rockets de Houston 99 | Mavericks de Dallas 94, Rockets de Houston 99 |  | Toyota Center, Houston |

| 20 février 2015 | Rapport | Rockets de Houston 100, Mavericks de Dallas 111 | Rockets de Houston 100, Mavericks de Dallas 111 | Rockets de Houston 100, Mavericks de Dallas 111 |  | American Airlines Center, Dallas |

| 2 avril 2015 | Rapport | Rockets de Houston 108, Mavericks de Dallas 101 | Rockets de Houston 108, Mavericks de Dallas 101 | Rockets de Houston 108, Mavericks de Dallas 101 |  | American Airlines Center, Dallas |

Dernière rencontre en playoffsPremier tour de conférence Ouest 2005 (Dallas gagne 4-3).

## Effectif en fin de saison
| Mavericks de Dallas Effectif actuel                                      |    |                        |                    |                  |
| Entraîneur : Rick Carlisle                                               |    |                        |                    |                  |
| Ailier fort, Ailier                                                      | 7  | Drapeau des États-Unis | Al-Farouq Aminu    | Wake Forest      |
| Meneur                                                                   | 5  | Drapeau de Porto Rico  | José Juan Barea    | Northeastern     |
| Pivot                                                                    | 6  | Drapeau des États-Unis | Tyson Chandler     | Dominguez HS     |
| Arrière                                                                  | 11 | Drapeau des États-Unis | Monta Ellis        | Lanier HS        |
| Meneur                                                                   | 2  | Drapeau des États-Unis | Raymond Felton     | North Carolina   |
| Meneur                                                                   | 20 | Drapeau des États-Unis | Devin Harris       | Wisconsin        |
| Pivot                                                                    | 55 | Drapeau des États-Unis | Bernard James      | Floride          |
| Ailier                                                                   | 24 | Drapeau des États-Unis | Richard Jefferson  | Arizona          |
| Ailier fort                                                              | 41 | Drapeau de l'Allemagne | Dirk Nowitzki (C)  | Allemagne        |
| Ailier                                                                   | 25 | Drapeau des États-Unis | Chandler Parsons   | Floride          |
| Ailier                                                                   | 8  | Drapeau des États-Unis | Dwight Powell (R)  | Stanford         |
| Meneur                                                                   | 9  | Drapeau des États-Unis | Rajon Rondo        | Kentucky         |
| Ailier fort, Pivot                                                       | 4  | Drapeau des États-Unis | Greg Smith         | Fresno           |
| Ailier fort, Pivot                                                       | 1  | Drapeau des États-Unis | Amar'e Stoudemire  | Cypress Creek HS |
| Ailier fort                                                              | 3  | Drapeau des États-Unis | Charlie Villanueva | Connecticut      |
| (C) : Capitaine ; (AL) : Agent libre ; (R) : Rookie (ou Recrue) - Blessé |    |                        |                    |                  |
|                                                                          |    |                        |                    |                  |

## Contrats et salaires 2014-2015
| no              | Joueur             | Poste | Âge | Type de contrat | Salaire de base | Bonus     | Salaire pour le Salary cap | Fin du contrat |
| --------------- | ------------------ | ----- | --- | --------------- | --------------- | --------- | -------------------------- | -------------- |
| Joueurs actuels |                    |       |     |                 |                 |           |                            |                |
| 7               | Al-Farouq Aminu    | SF    | 24  | Minimum         | 981 084 $       | -         | 981 084 $                  | 2015 (P)       |
| 5               | José Juan Barea    | PG    | 30  | Minimum         | 1 310 286 $     | -         | 915,243 $                  | 2015 (UFA)     |
| 6               | Tyson Chandler     | C     | 32  | Bird            | 14 596 887 $    | 250 000 $ | 14 846 887 $               | 2015 (UFA)     |
| 11              | Monta Ellis        | SG    | 29  | Cap Space       | 8 360 000 $     | -         | 8 360 000 $                | 2015 (P)       |
| 2               | Raymond Felton     | PG    | 30  | Cap Space       | 3 793 693 $     | -         | 3 793 693 $                | 2015 (P)       |
| 20              | Devin Harris       | PG    | 31  | Cap Space       | 3 878 896 $     | -         | 3 878 896 $                | 2018 (UFA)     |
| 55              | Bernard James      | C     | 30  | Minimum         | 236,886 $       | -         | 236,886 $                  | 2015 (RFA)     |
| 24              | Richard Jefferson  | SF    | 34  | Minimum         | 1 448 490 $     | -         | 915,243 $                  | 2015 (UFA)     |
| 41              | Dirk Nowitzki      | PF    | 36  | Cap Space       | 7 974 482 $     | -         | 7 974 482 $                | 2016 (P)       |
| 25              | Chandler Parsons   | SF    | 26  | Cap Space       | 14 700 000 $    | -         | 14 700 000 $               | 2016 (P)       |
| 8               | Dwight Powell      | PF    | 23  | Minimum         | 507,336 $       | -         | 507,336 $                  | 2016 (T)       |
| 9               | Rajon Rondo        | PG    | 28  | Bird            | 12 909 090 $    | -         | 12 909 090 $               | 2015 (UFA)     |
| 4               | Greg Smith         | PF    | 23  | Minimum         | 948,163 $       | -         | 948,163 $                  | 2015 (UFA)     |
| 1               | Amar'e Stoudemire  | PF    | 30  | Minimum         | 306 876 $       | -         | 306 876 $                  | 2015 (UFA)     |
| 3               | Charlie Villanueva | PF    | 30  | Minimum         | 1 316 809 $     | -         | 915,243 $                  | 2015 (UFA)     |

- (UFA) = Le joueur est libre de signer ou il veut à la fin de la saison.
- (RFA) = Le joueur peut signer un contrat avec l’équipe de son choix, mais son équipe de départ a le droit de s’aligner sur n’importe quelle offre qui lui sera faite.
- (P) =  Le joueur décide de rester une saison supplémentaire avec son équipe ou pas. S'il décide de ne pas rester, il devient agent libre.
- (T) =  L'équipe décide de conserver (ou non) son joueur pour une saison supplémentaire. Si elle ne le garde pas, il devient agent libre.
- 2015 = Joueurs qui peuvent quitter le club à la fin de cette saison.

## Statistiques joueurs en fin de saison régulière
| Joueur | GP | GS | MPG | FG% | 3FG% | FT% | RPG | APG | SPG | BPG | PPG |
| ------ | -- | -- | --- | --- | ---- | --- | --- | --- | --- | --- | --- |

## Transferts

### Échanges
| Juin             | Juin | Juin | Juin                   |
| ---------------- | --- | --- | ---------------------- |
| 25 juin 2014     | Échange à deux équipes | Échange à deux équipes | Échange à deux équipes |
| 25 juin 2014     | Vers Mavericks de Dallas - Tyson Chandler - Raymond Felton | Vers Knicks de New York - José Calderón - Samuel Dalembert - Wayne Ellington - Shane Larkin - Deux choix du second tour de la draft 2014 | [ 7 ]                  |
| Juillet          | | |                        |
| 14 juillet 2014  | Échange à deux équipes | Échange à deux équipes | Échange à deux équipes |
| 14 juillet 2014  | Vers Bulls de Chicago - Droits sur Tadija Dragićević | Vers Mavericks de Dallas - Greg Smith | [ 8 ]                  |
| 16 juillet 2014  | Échange à deux équipes | Échange à deux équipes | Échange à deux équipes |
| 16 juillet 2014  | Vers Wizards de Washington - DeJuan Blair | Vers Mavericks de Dallas - Droits sur Emir Preldžič                                                                                      | [ 9 ]                  |
| Décembre         | | |                        |
| 18 décembre 2014 | Échange à deux équipes | Échange à deux équipes | Échange à deux équipes |
| 18 décembre 2014 | Vers Celtics de Boston - Jameer Nelson - Jae Crowder - Brandan Wright - Premier choix de la draft 2015 - Second choix de la draft 2016 - 12 900 000 $ de "trade exception" | Vers Mavericks de Dallas - Rajon Rondo - Dwight Powell                                                                                   | [ 10 ]                 |

## Free agents (Agents libres)

### Free agents qui resignent
| Date       | Joueur        | Nouveau contrat                                                                       | Fin du contrat | Référence |
| ---------- | ------------- | ------------------------------------------------------------------------------------- | -------------- | --------- |
| 15 juillet | Dirk Nowitzki | Resigne un contrat de 25 000 000 $ sur 3 ans (Option joueur pour la saison 2016/2017) | 2017           | [ 11 ]    |
| 17 juillet | Devin Harris  | Resigne un contrat de 16 560 000 $ sur 4 ans                                          | 2018           | [ 12 ]    |

### Arrivés
Apparaissent seulement les joueurs ayant commencé le calendrier de la saison régulière avec l'équipe (28 octobre 2014) et les joueurs signés en cours d'année.
| Date         | Joueur             | Contrat                                                                    | Provenance                      | Référence |
| ------------ | ------------------ | -------------------------------------------------------------------------- | ------------------------------- | --------- |
| 13 juillet   | Chandler Parsons   | Contrat de 46 100 000 $ sur 3 ans (Option joueur pour la saison 2016/2017) | Rockets de Houston              | [ 13 ]    |
| 20 juillet   | Richard Jefferson  | Contrat de 1 450 000 $ sur 1 an                                            | Jazz de l'Utah                  | [ 14 ]    |
| 28 juillet   | Al-Farouq Aminu    | Contrat de 2 080 000 $ sur 2 ans (Option joueur pour la saison 2015/2016)  | Pelicans de La Nouvelle-Orléans | [ 15 ]    |
| 23 septembre | Charlie Villanueva | Contrat de 1 310 000 $ sur 1 an                                            | Pistons de Détroit              | [ 16 ]    |
| 29 octobre   | José Juan Barea    | Contrat de 1 300 000 $ sur 1 an                                            | Timberwolves du Minnesota       | [ 17 ]    |
| 11 février   | Bernard James      | Contrat de 53 800 $ sur 10 jours (Contrat de 10 jours)                     | Shanghai Sharks (Chine)         | [ 18 ]    |
| 18 février   | Amar'e Stoudemire  | Contrat de 486 000 $ sur 1 an                                              | Knicks de New York              | [ 19 ]    |
| 21 février   | Bernard James      | Contrat de 53 800 $ sur 10 jours (Second contrat de 10 jours)              | Mavericks de Dallas             | [ 20 ]    |
| 3 mars       | Bernard James      | Contrat de 237 000 $ sur 1 an (Signe pour le reste de la saison)           | Mavericks de Dallas             | [ 21 ]    |

### Départs
| Date        | Joueur       | Raison départ | Vers ¹                          | Référence |
| ----------- | ------------ | ------------- | ------------------------------- | --------- |
| 12 juillet  | Vince Carter | Agent libre   | Grizzlies de Memphis            | [ 22 ]    |
| 9 septembre | Shawn Marion | Agent libre   | Cavaliers de Cleveland          | [ 23 ]    |
| 5 décembre  | Gal Mekel    | Libéré        | Pelicans de La Nouvelle-Orléans | [ 24 ]    |
| 18 février  | Ricky Ledo   | Libéré        | -                               | [ 25 ]    |